# Gare de Gresswiller
Gare de Gresswiller vasútállomás Franciaországban, Gresswiller településen.

## Vasútvonalak
Az állomást az alábbi vasútvonalak érintik:
- Strasbourg–Saint-Dié-vasútvonal

## Kapcsolódó állomások
A vasútállomáshoz az alábbi állomások vannak a legközelebb:
- Gare de Mutzig
- Gare de Heiligenberg - Mollkirch